# درون‌یابی سه‌خطی

درون‌یابی سه‌خطی به صورت دو درون‌یابی دوخطی و به دنبال آن درون‌یابی خطی.

درون‌یابی سه‌خطی روشی برای درون‌یابی چند متغیره بر روی یک شبکه منظم سه بعدی است. این روش با استفاده از داده‌های تابع در نقاط شبکه، در یک منشور مستطیلی مقدار یک تابع را در یک نقطه میانی {\displaystyle (x,y,z)}، به صورت خطی تقریب می‌زند. درون‌یابی سه‌خطی اغلب در تحلیل عددی، تجزیه و تحلیل داده‌ها و گرافیک کامپیوتری استفاده می‌شود.